# Diócesis de Oldenburg
La diócesis de Oldenburg o de Oldemburgo (en alemán: Bistum Oldenburg) fue una circunscripción eclesiástica de la Iglesia católica en Alemania. Fue suprimida de hecho en 1066 por un levantamiento eslavo pagano y en 1160 trasladada a Lübeck. Se trataba de una diócesis latina, sufragánea de la arquidiócesis de Bremen-Hamburgo.

## Territorio y organización
La diócesis extendía su jurisdicción sobre los fieles católicos de rito latino residentes en la parte oriental del actual estado de Schleswig-Holstein y parte del estado de Mecklemburgo. El territorio de la diócesis se extendía desde la frontera danesa en la bahía de Kiel hasta la frontera de la diócesis de Havelberg en el sur, pero en el siglo siguiente se limitó a Wagria propiamente dicha (Holstein Oriental). Desde el 24 de octubre de 1994 su territorio pertenece a la arquidiócesis de Hamburgo.
La sede de la diócesis se encontraba en la ciudad de Oldenburg in Holstein, en donde se halla la Catedral de San Juan.

## Historia
En el siglo X, Oldenburg, situada en el extremo oriental de Holstein era la capital de los wagri, una tribu pagana de los wendos, que la llamaban Stargard o Starigard. Tras una expedición militar, el emperador Otón I de Sajonia encargó al arzobispo Adaldag de Bremen-Hamburgo la fundación de una diócesis para con el propósito de cristianizar las áreas de asentamiento abodríticas en lo que hoy es Holstein Oriental y Mecklemburgo. Adaldag fundó allí la diócesis de Oldenburg, sufragánea de la arquidiócesis de Bremen-Hamburgo, de cuyo territorio había sido separada.
Sin embargo, las fuentes que hacen referencia a esta fundación no coinciden en el momento en que ocurrió. Según la Chronica Slavorum de Helmold, discípulo del obispo Gerold von Oldenburg († 1163), la fundación de la diócesis tuvo lugar entre 936 y 955, pero las garantías que ofrece la Chronica no son seguras y se basan en fuentes no siempre históricamente fiables. Según la Gesta Hammaburgensis ecclesiae pontificum de Adán de Bremen, la diócesis fue fundada entre 964 y 968, año en el que se atribuye la consagración del primer obispo de Oldenburg, Egward. Otras fuentes mencionan el año 972.
Las excavaciones en Oldenburg han sacado a la luz varios enterramientos cristianos y una iglesia de madera que datan del año 950. Según el ajuar funerario, se trata de tumbas de personas de la élite, probablemente miembros de la familia principesca.
Adaldag nombró a un clérigo llamado Egward como primer obispo de Oldenburg. La información sobre un supuesto primer obispo llamado Marco o Merka, que está documentado como obispo de Schleswig, es muy incierta. Más bien, se supone que el arzobispo Adaldag había dado arbitrariamente al obispo de Schleswig un mandato misionero para el territorio del Imperio abodrita.

### Levantamientos eslavos
La fundación de la diócesis fue, sin embargo, efímera, sobre todo porque no estuvo acompañada de una verdadera evangelización de las poblaciones subyugadas. Adán de Bremen informa en su Gesta Hammaburgensis ecclesiae pontificum que todos los eslavos de la diócesis habían profesado el cristianismo durante setenta años o más, es decir, “durante todo el tiempo de los otonianos”. Pero entonces estalló un levantamiento que eliminó el orden eclesiástico en Wagria. La datación de estos pasajes es controvertida en la literatura y va desde 983, el año del levantamiento eslavo de los Liutizen, hasta el año 1018, el año de la expulsión del gobernante cristiano Mstislav de Mecklemburgo. Según las investigaciones, lo más probable es que los seguidores de la antigua fe destruyeran el obispado y la iglesia de San Juan en Oldenburg solo en el año 990. En este año, el obispo Volkward fue expulsado de su diócesis. Su sucesor, Reinbert, ordenado nuevo obispo de Oldenburg, nunca entró en la ciudad y, al igual que su sucesor, residió en Mecklemburg. Después de esto, el obispado parece haber quedado vacante y regresó al paganismo de las diversas tribus de los wendos.
Hacia mediados del siglo XI la acción misionera pareció tener cierto éxito, se fundaron algunas abadías, los obispos pudieron regresar a su sede y el número de conversos aumentó. El arzobispo de Bremen hizo un nuevo comienzo en el año 1043, cuando el príncipe eslavo cristiano Gottschalk se convirtió en cogobernante de la asociación tribal abodrítica e intentó convertir a su pueblo al cristianismo. Después de la muerte del obispo Abelino (circa 1052), el arzobispo de Bremen, Adalberto, para hacer más eficaz la actividad de los misioneros, decidió erigir otras dos diócesis en el territorio de Oldenburg: las diócesis de Mecklenburg (sede trasladada más tarde a Schwerin) y Ratzeburgo. 
Esta fase intermedia pacífica terminó en 1066 con otro levantamiento eslavo bajo el liderazgo del cuñado de Gottschalk, Blusso, que arrasó con todos los cristianos del país, los misioneros y muchos cristianos fueron masacrados, incluso el obispo de Mecklenburg. Aunque el obispo Ezzo de Oldenburg y el obispo de Ratzeburgo escaparon a la masacre, la diócesis de Oldenburg desapareció de la historia durante más de 80 años y los wendos volvieron al paganismo.

### Nuevo comienzo de la misión eslava
Sólo con una cruzada específica la religión cristiana se impuso por la fuerza de las armas a las poblaciones de los wendos. En 1149, con el apoyo del arzobispo Hartwig de Bremen-Hamburgo, se nombró un nuevo obispo para Oldenburg, san Vicelino, que ya trabajaba como misionero entre aquellas tribus y había fundado el monasterio de Segeberto en 1136. Sin embargo, por razones políticas, Vicelino no pudo tomar posesión de la ciudad episcopal, que permaneció en su mayor parte pagana y en un estado miserable.
Su sucesor Geroldo se estableció inicialmente en Eutin, hasta que el duque sajón Enrique el León, por iniciativa propia, trasladó la sede episcopal de Oldenburg a Lübeck, que había pasado a formar parte de sus posesiones en 1157. En julio de 1163 Geroldo consagró la nueva Catedral de Lübeck.

## Episcopologio
- Egward † (circa 968-13 de febrero circa 973 falleció)[nota 1]
- Wago †
- Egizo † (antes de 988-? falleció)
- Volkward (o Folkward) † (después de 988-circa 990 renunció)
- Reinbert † (antes del 16 de octubre de 992-16 de abril de 1013 falleció)
- Bernhard † (1013 o 1014-13 de agosto de 1023 falleció)
- Reinhold † (1023-1032 falleció)
- Meinher † (1032-? falleció)
- Abelin † (circa 1035-circa 1052 falleció)
- Ezzon (Ehrenfried) † (circa 1053-1066 expulsado)[nota 2]
  - Sede vacante (1066-1149)